# Мамлюкский султанат
Мамлю́кский султана́т (араб. سلطنة المماليك‎) — средневековое феодальное государство на Ближнем Востоке, просуществовавшее с 1250 по 1517 годы. Султанат образовался в результате захвата власти в Каире мамлюками, свергнувшими династию Айюбидов.
В 1261 году под власть султаната перешли исламские святыни Аравии — Мекка и Медина. В 1382 году каста черкесских мамлюков устроила переворот и провозгласила султаном своего представителя Баркука. Основанная Баркуком династия Бурджитов правила Мамлюкским султанатом до конца его существования. В 1517 году султанат был покорён Османской империей. Египет получил автономный статус, им управляли турецкие наместники — паши.

## История

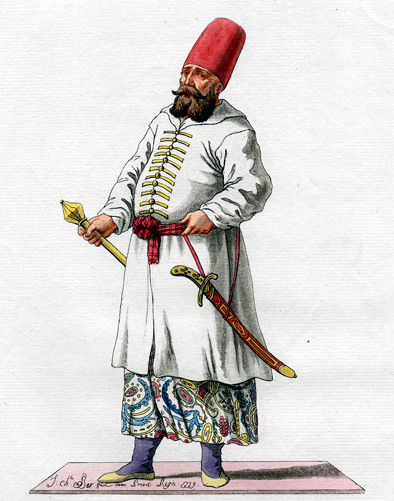
Изображение египетского мамлюка. 1779

### Возвышение
Полки мамлюков составили основу египетских войск при Айюбидах. У каждого султана и высокопоставленного эмира был свой личный корпус, а султан ас-Салих Айюб (1240—1249) особенно полагался на них. Его мамлюки, насчитывающие от 800 до 1000 всадников, назывались бахри (араб. بحر‎, бахр — море, большая река), так как их казармы были расположены на нильском острове Рода. Они были в основном кыпчаками, происходившими из степей Северного Причерноморья.
В 1249 году Людовик IX возглавил крестовый поход в Египет, захватил Дамиетту и медленно продвигался на юг. В это время ас-Салих Айюб умер, и ему наследовал его сын аль-Муаззам Туран-шах. Но до прибытия нового султана на фронт, мамлюки-бахриты разгромили крестоносцев в битве при Мансуре и после его прибытия захватили Людовика в плен в битве при Фарискуре (1250). Туран-шах стал наделять полномочиями людей из своего окружения, особенно из личной гвардии му`аззия, ущемляя тем самым интересы бахритов. 2 мая 1250 года, спустя четыре недели после пленения Людовика IX, группа бахритов убила Туран-шаха.

### Войны с монголами и крестоносцами
После смерти Туран-шаха в Египте и Сирии последовал десятилетний период политической нестабильности, так как различные группировки боролись за власть. В 1254 году, когда одна из соперничающих группировок под руководством Кутуза набрала силу, большинство бахритов бежало из Каира и поступило на службу к айюбидским эмирам в Сирии. Между тем крупные силы монголов под предводительством хана Хулагу вторглись на Ближний Восток. В 1258 году они разграбили Багдад и, продолжив движение на запад, в 1259 году захватили Алеппо и Дамаск Кутуз и бахриты договорились отложить в сторону свои разногласия, чтобы вместе противостоять общей угрозе. Однако, Хулагу с основной частью армии, узнав о смерти великого хана Мункэ, вынужден был уйти на восток, и в Палестине остался лишь сравнительно немногочисленный корпус под командованием Китбуки. Кутуз и бахриты разбили монголов Китбуки в битве при Айн-Джалуте (1260). Монгольская угроза временно ослабла, соперничество между мамлюками возобновилось, и предводитель бахритов, Бейбарс, убив Кутуза, объявил себя султаном.
С укреплением власти бахритов в Египте и мусульманской Сирии к 1265 году Бейбарс начал походы против крепостей крестоносцев по всей Сирии, захватив Арсуф в 1265 году и Хальбу и Арку в 1266 году. По словам историка Томаса Эсбриджа, методы, использованные для захвата Арсуфа, демонстрировали «мамлюкское владение осадным искусством и их подавляющее численное и технологическое превосходство». Стратегия Бейбарса в отношении крепостей крестоносцев вдоль сирийского побережья заключалась не в захвате и использовании крепостей, но в уничтожении их и тем самым предотвращении их потенциального использования в будущем новыми волнами крестоносцев.
В августе 1266 года мамлюки предприняли карательную экспедицию против армянского Киликийского королевства за его союз с монголами, опустошив многочисленные армянские деревни и значительно ослабив королевство. Примерно в то же время войска Бейбарса захватили Сафад у Ордена тамплиеров, а вскоре и Рамлу, оба города во внутренней Палестине.
В отличие от прибрежных крепостей крестоносцев, мамлюки укрепляли и использовали внутренние города как главные гарнизоны и административные центры. Кампании против крестоносцев продолжались и в 1267 году, а весной 1268 года войска Бейбарса захватили Яффу, прежде чем 18 мая захватить главную крепость крестоносцев Антиохию.
Тем временем король Франции Людовик IX Святой начал Восьмой крестовый поход, на этот раз нацелившись на Тунис, где правила династия Хафсидов, с намерением в конечном счете вторгнуться в Египет. Однако Людовик IX умер, позволив мамлюкам сосредоточить свои усилия на дальнейших завоеваниях территорий крестоносцев в Сирии, включая крепость Крак-де-Шевалье графства Триполи, которую Бейбарс захватил в 1271 году. Несмотря на союз с ассасинами в 1272 году, в июле 1273 года мамлюки, которые к тому времени определили, что независимость ассасинов была проблематичной, вырвали контроль над крепостями ассасинов в Джебель-Ансарии, включая Масьяф. В 1275 году мамлюкский наместник Куса вместе с союзниками-бедуинами предпринял поход против нубийского царства Мукурры, нанеся поражение царю Давиду близ Донголы в 1276 году, и провозгласил Шаканду царём. Это привело крепость Каср-Ибрим под юрисдикцию мамлюков. Завоевание Нубии, однако, не было постоянным, и процесс вторжения в регион и установления вассального царя будет повторен преемниками Бейбарса. Кроме того, мамлюки также подчинили короля Адура из Аль-Абваба, расположенного южнее. В 1277 году Бейбарс разгромил армию Хулагуидов в битве при Эльбистане в Анатолии, прежде чем окончательно отступить, чтобы избежать чрезмерного напряжения своих сил и риска быть отрезанным от Сирии второй, большой наступающей армией Персии. В том же году Бейбарс умер. Султаном стал его сын Саид Берке-хан.
При Саиде Берке между султанскими мамлюками и наиболее влиятельными эмирами обострилась вражда. Калавун, возглавляя султанских мамлюков, выступил против султана. В 1279 году Саид Берке-хан был выслан в Эль-Карак, а Калавун стал атабеком при семилетнем брате Саида Берке Саламыше. Несколько месяцев спустя Саламыш был свергнут Калауном, который принял титул султана.
При Калауне в 1279 году мамлюки совершили набег на Киликийскую Армению. В 1280 году произошла битва между войсками Калауна и провозгласившего себя независимым правителем наместника Дамаска Сункур ал-Ашкара вблизи Дамаска при Джасуре. Силы Сункура были разбиты.
В 1280 году отряды монголов Государства Хулагуидов вторглись в Сирию, взяли и разрушили город Халеб, вернувшись назад с богатой добычей. В 1281 году младший брат ильхана Абаги — Мунке-Тимур предпринял новый поход в Сирию, к этому походу присоединились вассалы Хулагуидов — грузины, а также армяне Киликийской Армении. Войска Хулагуидов взяли город Халеб, после этого они начали продвигаться дальше. Калаун встретил их к югу от Хомса. Там состоялась битва. После нее войско Хулагуидов отступило, однако мамлюки также понесли тяжёлые потери и не решились преследовать врага.

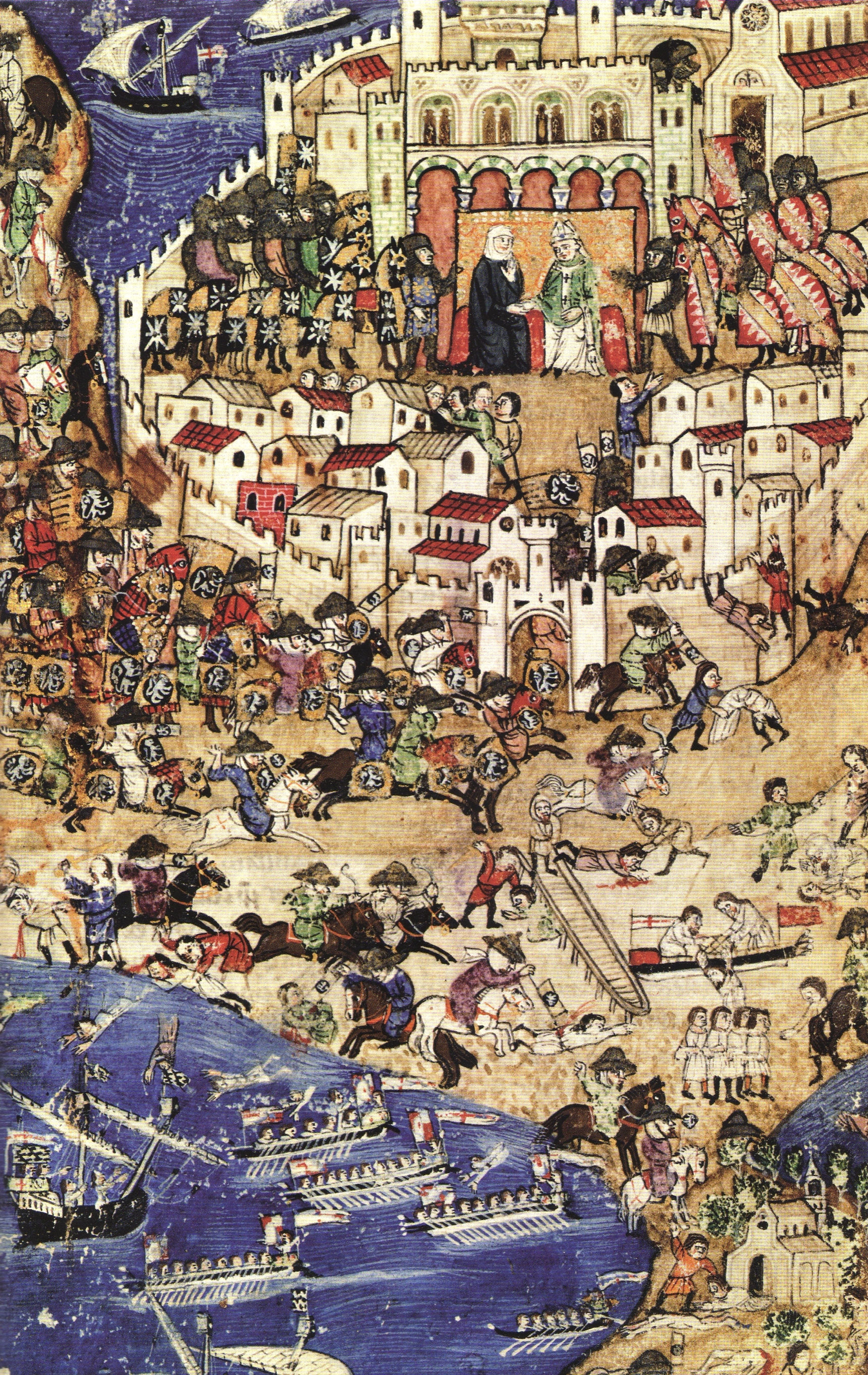
Осада Триполи мамлюками в 1289 году

Калаун в 1289 году, воспользовавшись бунтом против графини Триполи Люсии, взял этот город. В 1290 году Калаун умер. Султаном стал его сын Аль-Ашраф Халиль.
В 1290 году он опустошил окрестности Акры. В 1291 году мамлюки захватили у крестоносцев Акру, а также Тир, Сидон, Бейрут и Хайфу.
Наступление мамлюков было прервано убийством султана Халиля в 1293 году. Ему наследовал его малолетний брат Ан-Насир Мухаммад I. Однако через год его сверг с престола мамлюкский эмир монгольского происхождения аль-Адиль Китбуга. В то же время большое значение в политической жизни Египта начинают играть выходцы с Кавказа, которых называли Бурджитами.
В 1296 году против Китбуги восстал один из мамлюкских военачальников тюрок Ладжин, а сам Китбуга вынужден был бежать в Дамаск и добровольно отрекся от престола. Ладжин стал султаном, но не получил абсолютной власти. Он должен был делить её с мамлюкскими эмирами, которые в 1299 году составили заговор, убили Ладжина и вернули на престол ан-Насира Мухаммада.
Междоусобицами среди мамлюков воспользовались Хулагиды. В 1299 году ильхан Газан вторгся в Сирию. Султан Мухаммад I встретил армию Газана на северо-востоке от Хомса. Битва в долине Эль-Хазнадар закончилась полным разгромом мамлюков.
После этого Газан занял Дамаск и Иерусалим, но узнав о собранной новой египетской армии, монголы в марте 1300 года ушли из Сирии. 20 апреля 1303 года в долине Мардж ас-Суффар, к югу от Дамаска, мамлюки нанесли поражение монголам, после которого те уже не решались вторгаться в Сирию.
В 1309 году Мухаммад заперся в крепости Эль-Карак и объявил о своем отречении. В апреле в Каире мамлюки избрали нового султана, которым стал Бейбарс II. Однако на стороне Мухаммада I оказалась вся Сирия и лидер Бахритов Салар. Через некоторое время Бейбарс II покинул Каир, а Мухаммад в третий раз взошёл на престол. Вскоре Бейбарс и Салар были схвачены и казнены.
Во время третьего правления Мухаммада (с 1309 по 1340 годы) подверглись репрессиям бурджитские мамлюки, в результате чего их корпус на несколько десятилетий потерял своё значение.
После смерти Мухаммада в 1341 году мамлюкский султанат снова погряз во внутренних усобицах.

### Правление династии Бурджитов

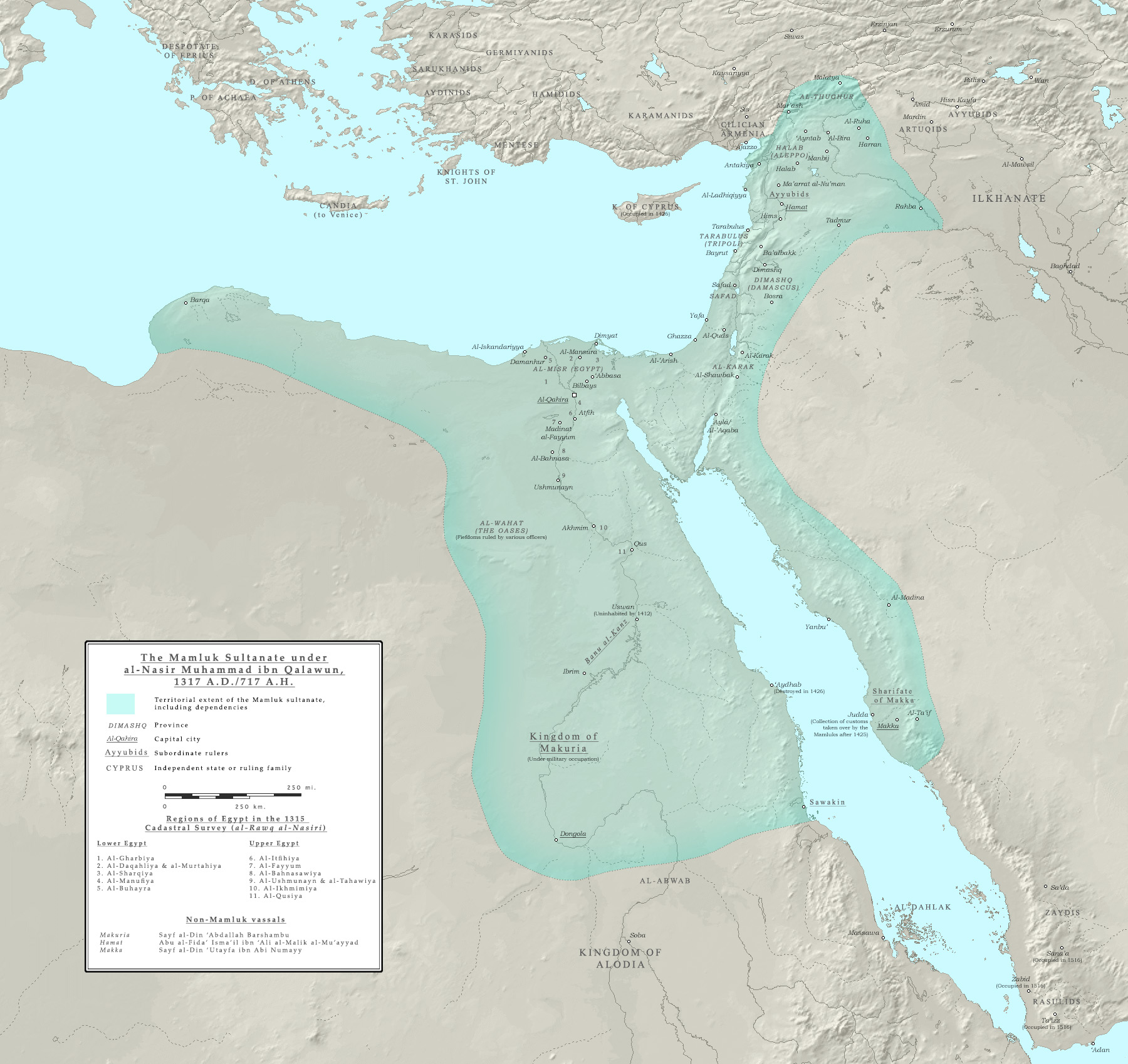
Султанат в 1317 году

В 1377 году в Сирии вспыхнуло восстание, распространившееся на Египет, причём власть перешла к черкесам Бараке и Баркуку. В 1382 году последний бахритский султан Хаджжи II был свергнут с престола и султаном стал Баркук, положив конец Бахритской династии. Баркук был свергнут в 1389 году, но снова занял Каир в 1390 году. Он стал основателем династии Бурджитов.
Наследником Баркука стал его сын, рожденный греческой невольницей, ан — Насир Фарадж (1398—1412). При нём в стране развернулась борьба за власть между различными мамлюкскими группировками. Организованный главным эмиром и атабеком (главнокомандующий войсками султаната) Айтамышем и наместником в Сирии эмиром Танамом аль-Хасани заговор был раскрыт, а все наиболее видные его участники, в том числе и вышеупомянутые персонажи, были казнены в мае 1400 года. Справиться с оппозицией Фараджу удалось при помощи османов. Взамен Фарадж уступил султану Баязиду завоеванные им ещё у Баркука города и земли. Воспользовавшись этим, Тимур в 1400 году вторгся в Сирию, захватил такие города как Алеппо, Урум-кала, Бахасна и двинулся на Дамаск. Фарадж во главе 30 тысячного войска выдвинулся из столицы и отрядил 12 тысяч в Дамаск, надеясь опередить Тимура. Однако, когда Тимур приблизился, то султан возвратился в Каир. Преследуемый монголами, Фарадж по утрам приказывал отравлять и воду в тех местностях, где ночевал. Из-за гибели людей и скота Тимуру пришлось прекратить преследование.
В 1405 году Фарадж на несколько месяцев утратил трон. Группа мамлюков возвела на престол брата Фараджа — Абдул-Азиза, но Фараджу удалось арестовать брата и опять стать султаном Египта. В это же время наместник Сирии Джакам объявил себя султаном, но вскоре был убит в одном из сражений. В самом Каире против Фараджа постоянно плелись заговоры. В 1412 году, взяв с собой халифа аль-Мустаина (1390—1430), Фарадж предпринял неудачный поход в Сирию. Потерпев поражение, он был осаждён в Дамаске, а халиф попал в плен к мятежникам. Мятежники провозгласили аль-Мустаина султаном Египта, но тот упорно отказывался от этой сомнительной чести. Вскоре Фараджа схватили и он предстал перед судом эмиров. Суд приговорил его к смерти, но аль-Мустаин помиловал его. Через несколько месяцев наместник Триполи и Дамаска, черкес Шейх аль-Махмуди отстранил халифа от власти и сам стал султаном, восстановив в стране мир и порядок. После смерти Шайха в 1421 году султаном был провозглашён его полуторагодовалый сын Ахмад.
Почти сразу Ахмад был низложен эмиром Татаром. Он велел казнить всех приспешников Шайха, а через несколько месяцев сам заболел и умер. Перед смертью Татар передал трон своему 10-летнему сыну Мухаммаду I, которого в 1422 году низложил управляющий султанского дворца Барсбой. Барсбой предпринял три попытки завоевание Кипра, который находился в руках крестоносцев. В 1426 году мамлюкская армия завоевала кипрские города, а король Кипра Янус из династии Лузиньянов взят в плен. В последние годы правления Барсбоя в Египте началась эпидемия чумы, нашествие саранчи, засуха и голод. После смерти Барсбоя в 1438 году ему наследовал сын Юсуф, который в том же году был смещён своим опекуном Джакмаком.
Джакмак сумел быстро подавить все мятежи в Сирии и начал войну с Родосом, которая закончилась неудачно для мамлюков. В 1453 году Джакмак скончался в возрасте 80 лет и султаном был провозглашён его сын Усман, который был жестоким, глупым и алчным человеком. Через несколько месяцев мамлюки сместили Усмана и провозгласили султаном эмира Инала, который до этого командовал египетским флотом в войне против Родоса. Во время его правления султанские невольники по своему желанию назначали и смещали всех высших чиновников. После смерти Инала в 1461 году к власти пришёл его сын Ахмад II. Через несколько месяцев правления он был свергнут мамлюками, которые возвели на престол управлявшего султанским доменом, грека Хушкадама. Хушкадам был мнительным и трусливым человеком и запомнился тем, что на своих противников он обрушил целую лавину убийств, пыток и публичных экзекуций.
После правления Билбая и Тимур-буги, которые служили лишь марионетками в руках мамлюков, в 1468 году к власти пришел жестокий, но умный и дальновидный черкес Кайт-бей. В 1485 году началась первая война с турками. После выигранных мамлюками сражений, в 1491 году был заключен выгодный для Египта мир, по которому турки отказались от притязаний на Киликию и Альбистан.
После смерти Кайт-бея в 1496 году, в Египте вновь начались ожесточенные междоусобные войны, результатом которых стало четыре сменённых султана за пять лет. Молодой султан Мухаммад II, попытавшийся вооружить египетскую армию огнестрельным оружием был убит в 1498 году в Газе. Его преемник Кансух через два года также был убит. В 1501 при поддержке эмиров трон занял 60-летний Кансух аль-Гаури, который был до этого главным визирем. Кансух аль-Гаури быстро подавил оппозицию, стараясь править гуманно, не злоупотребляя казнями. При помощи чрезвычайных мер пополнил казну, а его двор своим великолепием поражал воображение современников.

### Португало-египетская война
В 1505 году Кансух аль-Гаури направил египетский флот в Индию. В 1508 году объединённый египетско-индийский флот нанёс поражение португальцам. Но в 1509 году португальцы разгромили египетские корабли в битве при Диу, и остатки египтян вернулись в Египет. В 1511 году османский султан Баязид II отправил в Египет порох и лес для постройки кораблей. В 1515 году новый египетско-османский флот подошёл к Йемену, захватил Забид, однако осада Адена кончилась неудачей.
Но после прихода к власти Селима I сотрудничество Османской империи и мамлюков кончилось.

### Османы и закат Мамлюкского султаната
В то время как османский султан Баязид II воевал в Европе, новый виток конфликта разгорелся в 1501 году между Египтом и правящей Персией династией Сефевидов. Шах Исмаил I отправил посольство к венецианцам через Сирию c предложением объединиться в войне против турецкой Порты. Мамлюкский султан аль-Ашраф Кансух аль-Гаури был обвинён Селимом I в предоставлении безопасного пути посланникам Сефевидов через Сирию по пути в Венецию и укрывательстве беженцев. Чтобы смягчить его, аль-Гаури арестовал венецианских купцов в Сирии и Египте, но через год отпустил.
После Чалдыранской битвы 1514 года Селим I напал на вассала Египта, бейлик Зулькадар, и послал голову его правителя султану аль-Ашрафу Кансуху. Османо-мамлюкская война началась в 1515 году, завершившись в итоге включением Египта и его вассалов в состав Османской империи. Мамлюкская кавалерия не могла противостоять османской артиллерии и янычарам. 24 августа 1515 года в битве при Мардж Дабике Султан аль-Гаури был убит. Сирия вошла в состав Османской империи.
Мамлюкский султанат существовал до 1517 года, когда он был завоёван Османской империей. Османский султан Селим I 20 января захватил Каир, центром власти стал Стамбул. Хотя и не в той же форме, как в султанате, Османская империя сохранила мамлюков, как правящий класс в Египте, и династии Бурджи удалось восстановить бо́льшую часть своего влияния, но Египет остался в вассальной зависимости от Османской империи.

### Независимость мамлюков от Порты
В 1768 году султан Али-бей аль-Кабир провозгласил независимость от Османской империи, однако турки подавили мятеж и сохранили власть. К этому времени рабы-рекруты из Грузии были приняты в османскую армию.
В 1798 году Наполеон Бонапарт во время Египетского похода нанёс поражение войскам мамлюков в битве при пирамидах и полностью выбил их из Верхнего Египта. Мамлюки по-прежнему использовали кавалерийскую тактику во время атаки, единственным изменением стало использование мушкетов.
После вывода французских войск из Египта в 1801 году мамлюки возобновили борьбу за независимость, на этот раз против Османской и Британской империй. В 1803 году лидеры мамлюков Ибрагим Бей и Усман Бег написали письмо русскому генеральному консулу и попросили его выступить в качестве посредника между ними и султаном, чтобы вести переговоры о прекращении огня и возвращении их на родину в Грузию. Посол России в Стамбуле категорически отказался быть посредником, потому что правительство России боялось допустить возвращения мамлюков в Грузию, где национально-освободительное движение было на подъёме и могло ещё более усилиться с возвращением мамлюков[прояснить].
В 1805 году жители Каира подняли восстание. Это была благоприятная возможность для захвата власти мамлюками, но внутренняя напряжённость и измена помешали им воспользоваться этой возможностью. В 1806 году мамлюки неоднократно наносили поражение турецким войскам, и в июне того года противоборствующими сторонами был заключён мирный договор, по которому Мухаммед Али, назначенный турками правителем Египта 26 марта 1806 года, должен был быть смещён, и государственная власть в Египте должна была перейти в руки мамлюков. Тем не менее они вновь не смогли воспользоваться этим случаем в связи с противоречиями между кланами, и Мухаммед Али остался у власти.

### Окончание власти мамлюков в Египте
Мухаммед Али понимал, что в конечном счёте ему придётся иметь дело с мамлюками, если он хочет управлять Египтом. Мамлюки по-прежнему имели в Египте феодальные владения, и их земля всё ещё была источником богатства и власти. Постоянное напряжение сил для поддержания военной власти, необходимой для защиты мамлюкского режима от европейцев, в конечном итоге должно было ослабить их до крайней степени, и Мухаммед Али понял, что мамлюкское владычество должно быть смещено.
1 марта 1811 года Мухаммед Али пригласил всех ведущих мамлюков в свой дворец, чтобы отпраздновать объявление войны ваххабитам в Аравии. Около 600—700 мамлюков прибыло в Каир. Рядом с воротами Аль-Азаб, на узкой дороге с холма Мукаттам, войска Мухаммеда Али напали на мамлюков из засады и убили практически всех. Это событие получило название «Резня в цитадели». На протяжении недели сотни мамлюков были убиты по всему Египту; в одной цитадели Каира — более 1000 человек. Всего в Египте было убито примерно 3000 мамлюков и их родственников.
Несмотря на попытки Мухаммеда Али уничтожить мамлюков, часть их бежала в Судан. В 1811 году эти мамлюки создали государство в Донголе (Сеннаре) в качестве базы для работорговли. В 1820 году султан Сеннара сообщил Мухаммеду Али, что он не вышлет мамлюков. В ответ на это войска Мухаммеда Али численностью 4000 человек вторглись в Судан, чтобы возвратить мамлюков в Египет. Египетские войска уничтожили мамлюков в Донголе, захватили Кордофан и Сеннар.

## Мамлюкские султаны
С 1250 до 1382 года в Египте правили султаны из династии Бахритов, которых сменили Бурджиты.

## Общество

### Мусульманская община
В раннюю мамлюкскую эпоху в Египте существовал широкий спектр исламских религиозных течений, а именно суннитский ислам и его основные школы (школы мысли) и различные суфийские ордена, а также небольшие общины мусульман-шиитов Исмаили, особенно в Верхнем Египте. Кроме того, было значительное меньшинство христиан-коптов. При султане Саладине Айюбиды приступили к осуществлению программы возрождения и укрепления суннитского ислама в Египте, чтобы противостоять христианству, которое возрождалось под религиозно благосклонным правлением Фатимидов, и исмаилизму, ветвь ислама государства Фатимидов. При султанах Бахри продвижение суннитского ислама осуществлялось более энергично, чем при Айюбидах. Мамлюки мотивировались в этом отношении личным благочестием или политической целесообразностью, ибо ислам был одновременно ассимилирующим и объединяющим фактором между мамлюками и большинством их подданных; ранние мамлюки были воспитаны как мусульмане-сунниты, и мусульманская вера была единственным аспектом жизни, разделяемым между мамлюкской правящей элитой и её подданными. Хотя прецедент, созданный Айюбидами, оказал большое влияние на принятие суннитского ислама Мамлюкским государством, обстоятельства на мусульманском Ближнем Востоке после нашествия крестоносцев и монголов также оставили мамлюкский Египет в качестве последней крупной исламской державы, способной противостоять крестоносцам и монголам. Таким образом, раннее мамлюкское принятие суннитского ислама также проистекало из стремления к моральному единству в пределах их государства, основанному на представлениях большинства его подданных.

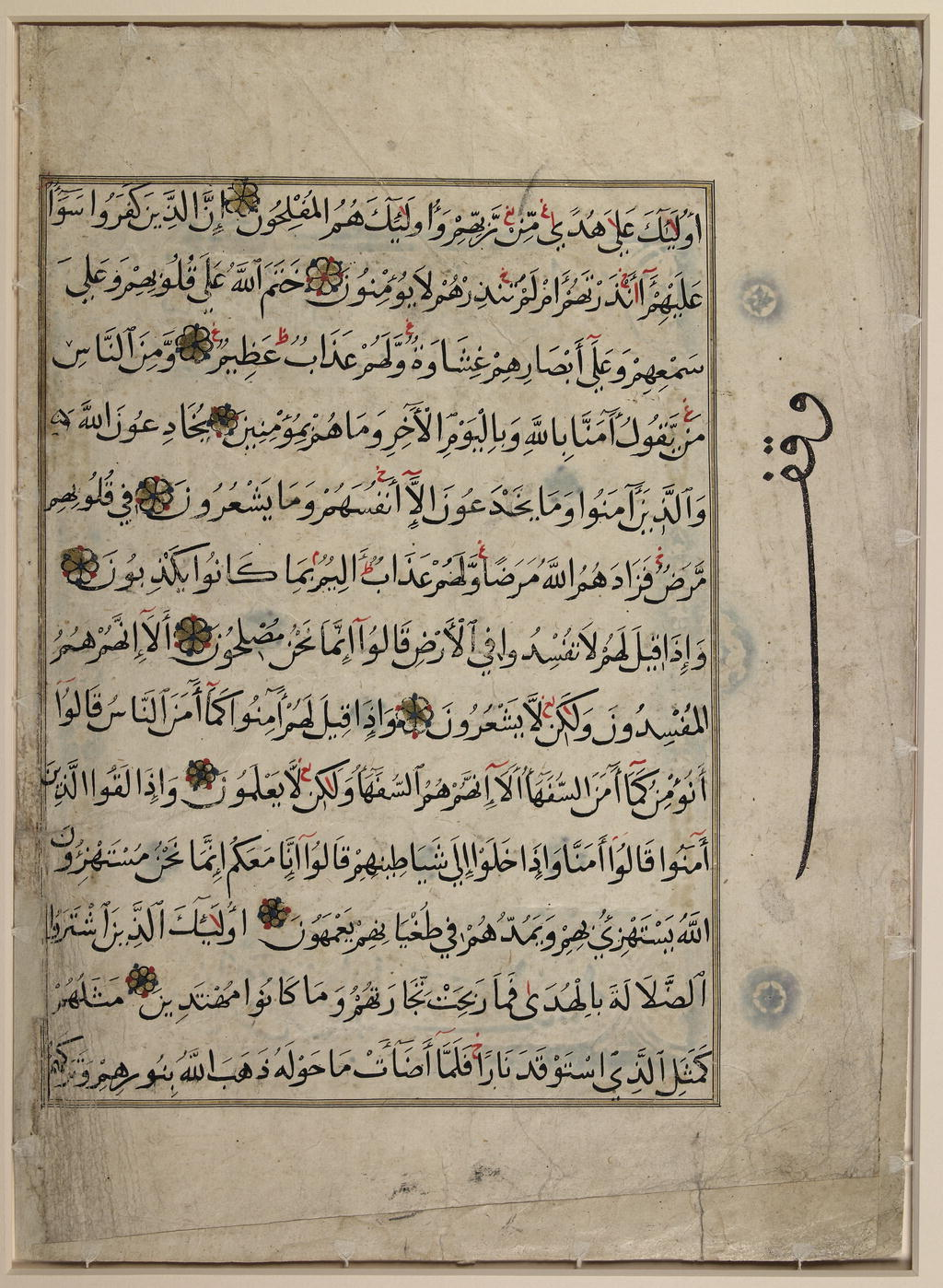
Стихи 5-17 второй главы Корана, озаглавленной Аль-Бакара

Мамлюки стремились культивировать и использовать мусульманских лидеров для того, чтобы направлять религиозные чувства мусульманских подданных султаната таким образом, чтобы это не подрывало авторитет султаната. Подобно своим предшественникам-Айюбидам, Бахрийские султаны проявляли особый фаворитизм по отношению к шафиитскому мазхабу, а также продвигали другие основные суннитские мазхабы, а именно маликитский, ханбалитский и ханафитский. Бейбарс положил конец айюбидской и ранней мамлюкской традиции выбора ученого-шафиита в качестве кади аль-куды (главного судьи) и вместо этого назначил кади аль-куду от каждого из четырёх мазхабов. Это изменение политики, возможно, было частично мотивировано желанием разместить все более разнообразное мусульманское население, компоненты которого иммигрировали в Египет из регионов, где преобладали другие мазхабы. В конечном счете, однако, распространение поста кади аль-куды среди четырёх мазхабов позволило Мамлюкским султанам выступать в качестве покровителей каждого из них и таким образом получить большее влияние на них. Несмотря на изменение политики, шафиитские ученые сохраняли ряд привилегий по сравнению со своими коллегами из других мазхабов.
Мамлюки также приняли различные суфийские ордена, существовавшие в султанате. Суфизм был широко распространен в Египте к XIII веку, и Шазилия была самым популярным суфийским орденом. Шазилия не имела институциональной структуры и была гибкой в своей религиозной мысли, что позволяло ей легко адаптироваться к местным условиям. Она включала в себя суннитское исламское благочестие с его основой в Коране и хадисах, суфийский мистицизм и элементы народной религии, такие как святость, зиярат (посещение) гробниц святых или религиозных лиц, и зикр (призывание Бога). В то время как мамлюки покровительствовали суннитским улемам, назначая их на государственные должности, они покровительствовали суфиям, финансируя Завии (суфийские ложи). На другом конце спектра суннитского религиозного выражения находились учения ханбалийского ученого Ибн Таймии, в которых подчеркивалась моральная строгость, основанная на буквальном толковании Корана и Сунны, и глубокая враждебность к аспектам мистицизма и популярных религиозных нововведений, продвигаемых различными суфийскими орденами. Хотя Ибн Таймия не был типичным представителем суннитской ортодоксии в султанате, он был самым выдающимся мусульманским ученым Мамлюкской эпохи и неоднократно арестовывался мамлюкским правительством за свои религиозные учения, которые все ещё имеют влияние в современном мусульманском мире. Доктрины Ибн Таймии считались еретическими суннитским истеблишментом, которому покровительствовали мамлюки.

## Экономика
Мамлюкская экономика по существу состояла из двух сфер: государственной экономики, которая была организована по принципу элитного домохозяйства и контролировалась фактически кастовым правительством во главе с султаном, и свободной рыночной экономики, которая была сферой общества в целом и которая ассоциировалась с коренными жителями в отличие от этнически чуждого происхождения мамлюкской правящей элиты. Мамлюки ввели большую централизацию экономики, организовав государственную бюрократию, особенно в Каире (Дамаск и Алеппо уже имели организованную бюрократию), а также мамлюкскую военную иерархию и связанную с ней систему икта. В Египте, в частности, централизующее влияние реки Нил также способствовало централизации мамлюков в регионе. Мамлюки пользовались той же денежной системой, что и Айюбиды, которая состояла из золотых динаров, серебряных дирхамов и медных фулусов. В целом денежная система в мамлюкский период была крайне неустойчивой из-за частых денежных изменений, производимых различными султанами. Увеличение тиража медных монет и увеличение использования меди в дирхамах часто приводили к инфляции.

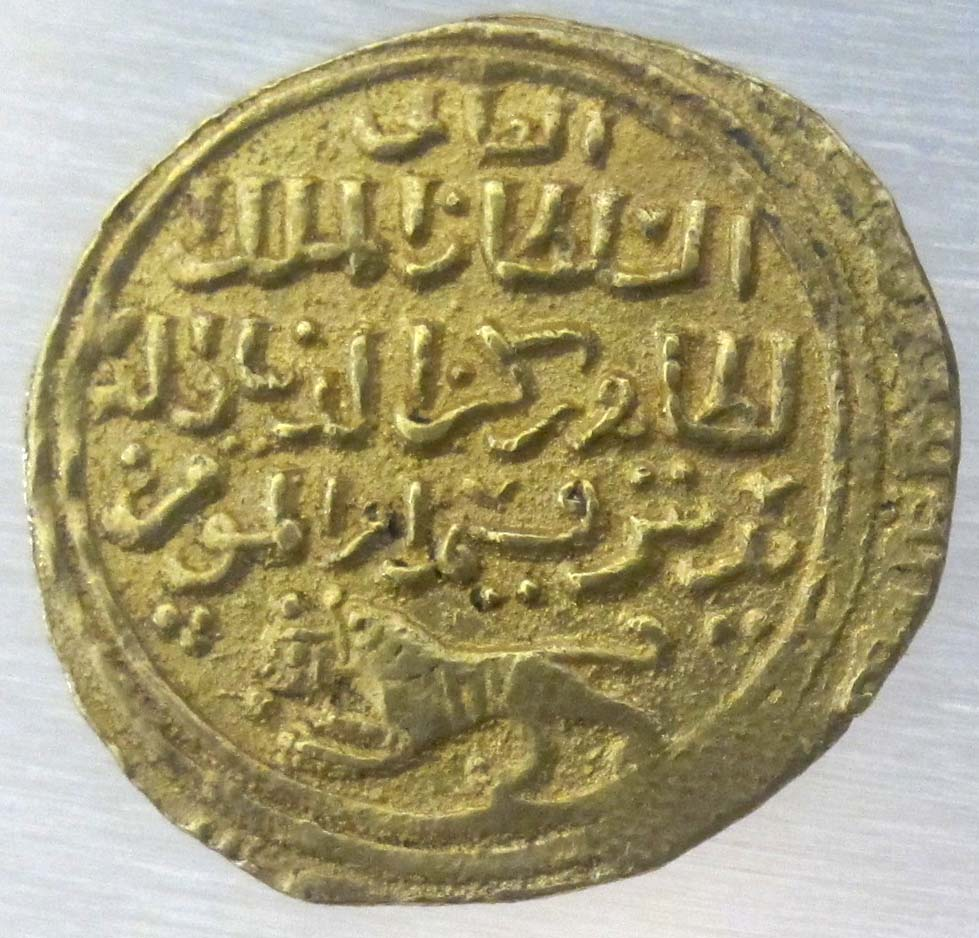
Динар Бейбарса

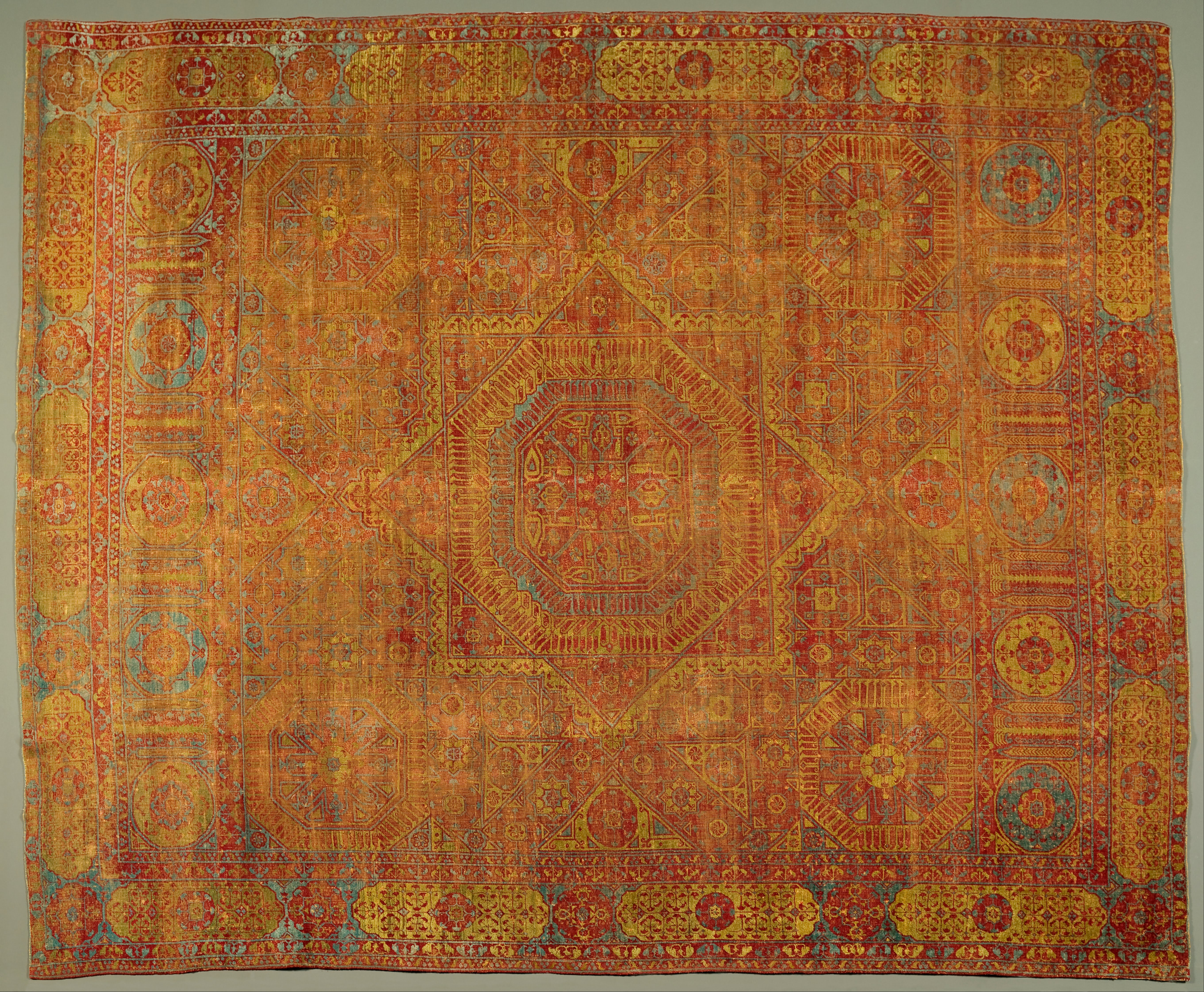
Мамлюкский шерстяной ковер, около 1500—1550 гг.

Мамлюки создали административный орган под названием хисбах для надзора за рынком, во главе которого стоял мухтасиб (генеральный инспектор). Четыре мухтасиба базировались в Каире, Александрии, Аль-Фустате и Нижнем Египте. Мухтасиб в Каире был самым старшим из четырёх, и его должность была сродни должности министра финансов. Роль мухтасиба состояла в том, чтобы проверять весы и меры и качество товаров, поддерживать легальную торговлю и сохранять бдительность в отношении роста цен. Как правило, этот пост занимал кади или мусульманский ученый, но в XV веке мамлюкские эмиры стали назначаться мухтасибами в попытке компенсировать эмирам нехватку наличных денег или в результате постепенного перехода роли мухтасиба из правовой сферы в сферу правоприменения.

### Сельское хозяйство
Сельское хозяйство было основным источником дохода в экономике мамлюков. Сельскохозяйственные продукты были основными экспортными товарами мамлюкского Египта, Сирии и Палестины. Кроме того, основные отрасли сахарного и текстильного производства также зависели от сельскохозяйственной продукции, а именно сахарного тростника и хлопка, соответственно. Каждый сельскохозяйственный товар облагался налогом со стороны государства, причем наибольшую долю доходов получала султанская казна; за ней следовали эмиры и крупные частные торговцы. Основным источником дохода эмира были сельскохозяйственные продукты его икта, и с этими доходами он мог финансировать свой частный корпус.
В Египте мамлюкская централизация сельскохозяйственного производства была более основательной, чем в Сирии и Палестине, по ряду причин. Среди них было то, что практически все сельское хозяйство в Египте зависело от единственного источника орошения-Нила, а меры и права на орошение определялись разливом реки, тогда как в Сирии и Палестине существовало множество источников преимущественно дождевого орошения, таким образом, меры и права были определены на местном уровне. Централизация над Сирией и Палестиной также была более сложной, чем в Египте, из-за разнообразия географии этих регионов и частых вторжений на сиро-палестинские территории. Роль государства в сиро-палестинском сельском хозяйстве ограничивалась фискальной администрацией, ирригационными сетями и другими аспектами сельской инфраструктуры. Хотя уровень централизации был не так высок, как в Египте, мамлюки установили достаточный контроль над сирийской экономикой, чтобы извлекать из неё доходы, приносящие пользу султанату и способствующие обороне его государства. Кроме того, содержание мамлюкской армии в Сирии зависело от контроля государства над сирийскими сельскохозяйственными доходами.
Среди обязанностей мамлюкского провинциального или уездного губернатора было восстановление обезлюдевших районов для развития сельскохозяйственного производства, защита земель от набегов бедуинов, повышение производительности на бесплодных землях (вероятно, за счет содержания и расширения существующих ирригационных сетей), и уделение особого внимания возделыванию более пахотных низинных районов. Для обеспечения того, чтобы сельская жизнь не была нарушена бедуинскими набегами, которые могли бы остановить сельскохозяйственные работы или повредить урожаю и аграрной инфраструктуре и, таким образом, уменьшить доходы, мамлюки пытались воспрепятствовать бедуинскому вооружению и конфисковать у них имеющееся оружие.

### Торговля и промышленность
Египет и Сирия играли центральную транзитную роль в международной торговле в Средние века. В начале своего правления мамлюки стремились расширить свою роль во внешней торговле, и с этой целью Бейбарс подписал торговый договор с Генуей, а Калаун — аналогичный договор с Цейлоном. К XV веку внутренние потрясения, вызванные борьбой мамлюков за власть, уменьшение доходов икта в результате эпидемий и захват бедуинскими племенами заброшенных сельскохозяйственных земель привели к финансовому кризису в султанате. Чтобы восполнить эти потери, мамлюки применяли три подхода: налогообложение городских средних классов, увеличение производства и продажи хлопка и сахара в Европу и использование своего транзитного положения в торговле между Дальним Востоком и Европой. Последний способ оказался наиболее выгодным и был осуществлен путем развития торговых отношений с Венецией, Генуей и Барселоной и увеличения налогов на товары. Таким образом, в течение XV века стародавняя торговля между Европой и мусульманским миром стала составлять значительную часть доходов султаната, поскольку мамлюки обложили налогами купцов, которые работали или проходили через порты султаната.
Мамлюкский Египет был крупным производителем текстиля и поставщиком сырья для Западной Европы. Однако частые вспышки чумы привели к снижению производства на мамлюкских территориях таких товаров, как ткани, шелковые изделия, сахар, стекло, мыло и бумага, что совпало с ростом производства этих товаров европейцами. Тем не менее торговля продолжалась, несмотря на папские ограничения на торговлю с мусульманами во время Крестовых походов. В средиземноморской торговле преобладали пряности, такие как перец, мускатные орехи и цветы, гвоздика и корица, а также лекарственные препараты и индиго. Эти товары происходили из Персии, Индии и Юго-Восточной Азии и направлялись в Европу через мамлюкские порты Сирии и Египта. Эти порты часто посещали европейские купцы, которые, в свою очередь, продавали золотые и серебряные дукаты и слитки, шелковые, шерстяные и льняные ткани, меха, воск, мёд и сыры.
При султане Барсбее была установлена государственная монополия на предметы роскоши, а именно пряности, на которые государство устанавливало цены и собирало процент от прибыли. С этой целью в 1387 году Барсбей установил прямой контроль над Александрией, главным египетским торговым портом, тем самым переводя налоговые поступления от порта в личную казну султана (диван Аль-Хасс) вместо имперской казны, которая была связана с военной системой икта. Кроме того, в 1429 году он приказал, чтобы торговля пряностями в Европу велась через Каир, прежде чем товары достигнут Александрии, таким образом, была предпринята попытка прекратить прямые перевозки пряностей из Красного моря в Александрию. В конце XV-начале XVI веков экспансия Португальской империи в Африку и Азию стала значительно уменьшать доходы Мамлюкско-Венецианской монополии на средиземноморскую торговлю. Это совпало по времени с падением султаната.